# 専売局 (台湾)

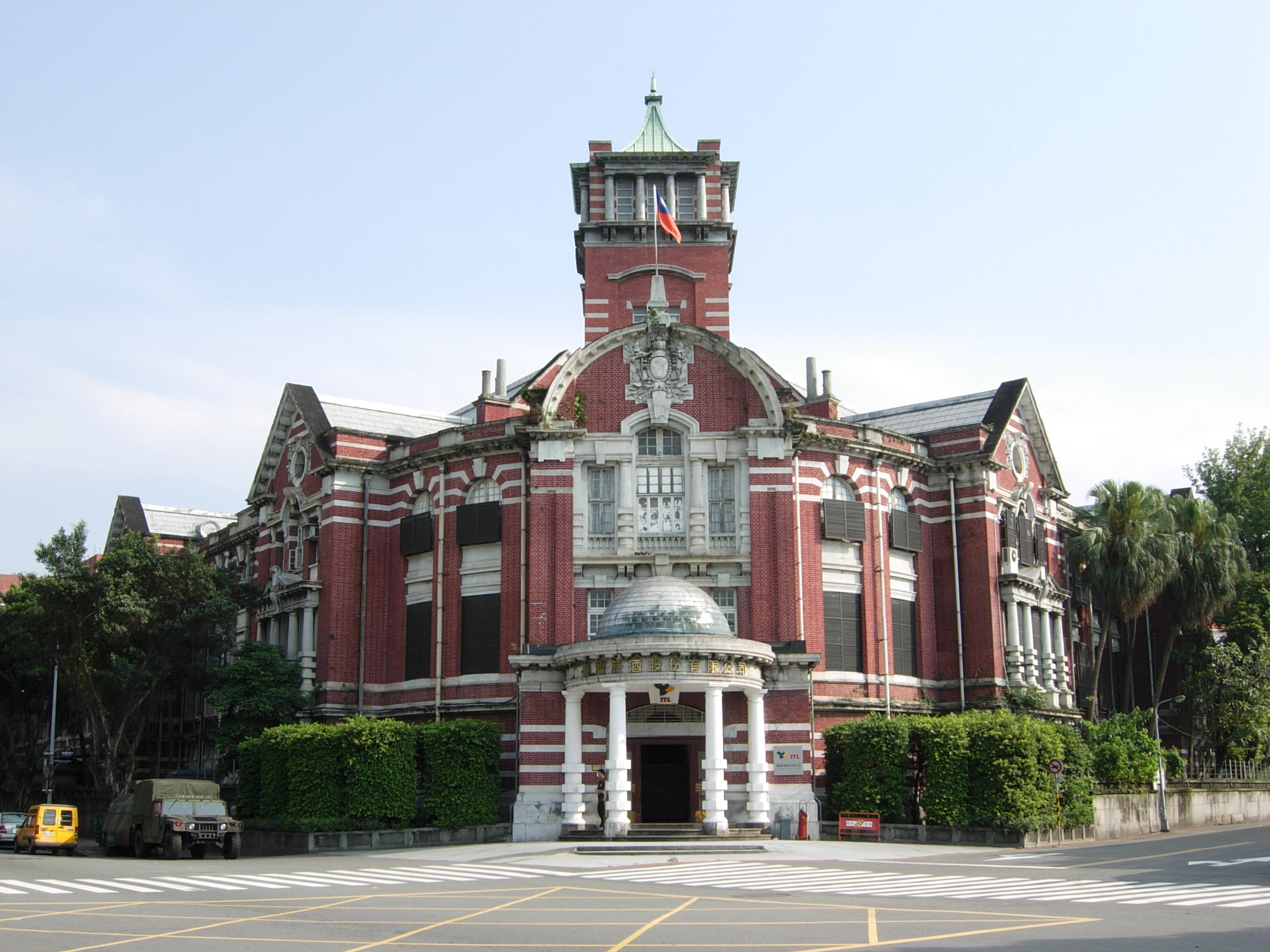
専売局外観

専売局は台湾台北市南昌街に位置する台湾の国定古跡。ルネッサンス調の赤レンガ建築であり、建築された1913年から2000年にかけて台湾の専売事業の中枢としての役割を担っていた。

## 沿革
日本統治時代の大正2年（1913年）に着工され、大正11年（1922年）にアヘン、食塩、樟脳、タバコ、酒、マッチ、度量衡儀器、石油を取扱う台湾総督府専売局庁舎として完成し、台湾における専売事業の監督庁舎として機能していた。日本統治時代のみならず、戦後に国民政府により接収された後も公売局としてアヘン以外の専売事業を継承していた。しかし当初は専売制度は汚職の温床となり、1947年2月28日には台湾省専売局台北分局（現在の彰化銀行台北分行）での闇タバコ取締りを契機に二二八事件が発生している。
1950年代になると台湾の公売制度に修正が加えられ、食塩が専売対象から除外され、石油は中油に専売業務が移管され、度量衡儀器及びマッチは民間の取扱いとなった。1960年代末には樟脳が専売事業から除外され、専売業務はタバコと酒のみとなったが、それも1990年代に漸次民間に開放されていった。2002年、公売局は台湾菸酒股份有限公司として民営化され、台湾における専売事業は正式に終了する。公売局の建物は台湾菸酒公司の本社としてそのまま利用されていた。
建築物は1998年に中華民国政府により国定史跡の指定を受けている。2006年からは国立台湾博物館、旧日本勧業銀行台北支店、旧三井物産台北支店、台湾総督府交通局鉄道部、専売局樟脳工場の6施設を複合整備し首都核心区台湾博物館として整備される予定であり、専売局は台湾産業博物館の一つとされる計画である。

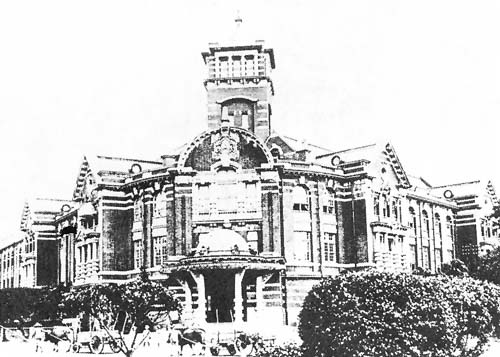
建設当初の専売局

## 建築の特徴
専売局は台湾総督府営繕課の森山松之助の設計、神戸組の施工により建設された。
座標: 北緯25度2分2.6秒 東経121度30分53.53秒 / 北緯25.034056度 東経121.5148694度